# Wiedenmeyeria
Wiedenmeyeria falconensis es una especie de arañas araneomorfas de la familia Ctenidae. Es la única especie del género monotípico Wiedenmeyeria.  Es nativa de Venezuela.